# 大同路 (太原市)
大同路，山西省太原市的一条主要道路，邻近太原钢铁集团厂区。1960年至1970年间，这条路还只是一个坝堰。1982年，新建北路向北延伸至太原二电厂，胜利街以北的部分命名为大同路，取名来自山西省大同市。
大同路北起新兰路，南至胜利街，沿线及周边有太原市森林公园、太原市第五十五中学等。交通路线有15路、37路、820路、820路支线、821路等。